# Biscuit (Nordamerika)

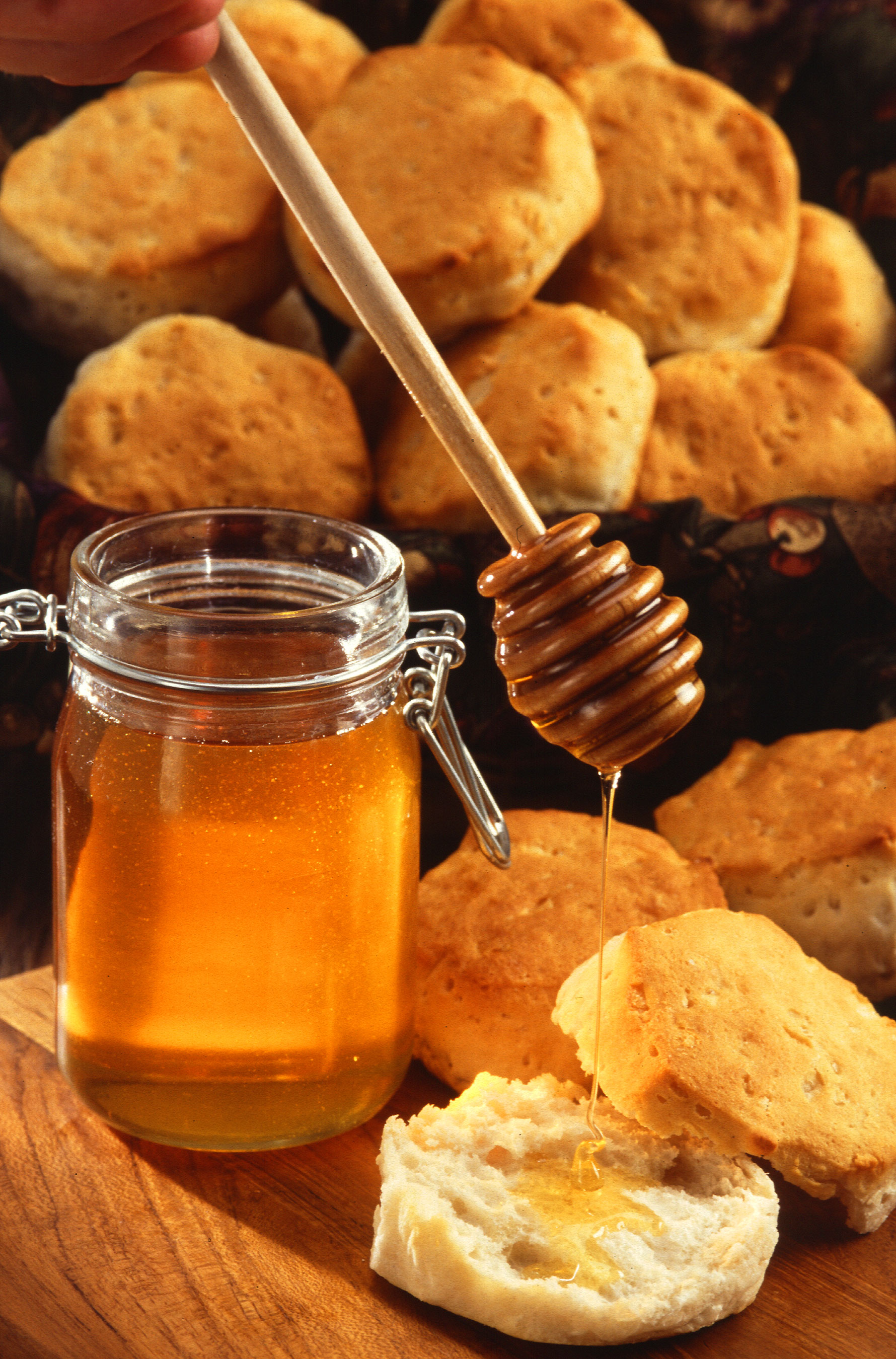
Biscuits mit Honig

Ein Biscuit [ˈbɪskɨt] bezeichnet im amerikanischen und kanadischen Englisch ein kleines ungesüßtes Gebäck mit gebräunter Kruste und weicher, etwas flockiger Krume. Als Triebmittel wird Backpulver und/oder Natron verwendet, die Verwendung von Backhefe ist nicht üblich. Biscuits werden mit Soda bread und Maisbrot oft als Quick Breads zusammengefasst, da der Teig vor dem Backen nicht aufgehen muss.
Amerikanische Biscuits ähneln den englischen Scones und haben mit den in Europa als Biskuit bezeichneten Backwaren wenig gemeinsam. Im britischen Englisch bezeichnet Biscuit ein trockenes gesüßtes Gebäck, das im amerikanischen Englisch Cookie genannt wird.

## Geschichte
Biscuits entstanden am Anfang des 19. Jahrhunderts, vor dem Bürgerkrieg. Damals war Backhefe teuer und schwierig zu lagern, so dass ein Bedarf nach hefefrei zu produzierenden Backwaren vorhanden war. 1875 patentierte Alexander Ashborne die erste Biscuitform zum Ausstechen der runden Biscuits aus dem ausgerollten Teig. 
Biscuits stammen ursprünglich aus der Südstaatenküche. Vor dem Aufkommen des Handels über längere Strecken bestand das dort erhältliche Mehl vor allem aus Winterweizen, der weniger Gluten enthält als der in den Nordstaaten verbreitete Sommerweizen und darum gut für die Verarbeitung mit Backpulver geeignet ist.

## Zubereitung
Biscuits werden aus Weißmehl, Buttermilch, Butter und/oder Shortening, Salz und Backpulver und/oder Natron hergestellt. Der Teig wird auf eine Dicke von etwa 2 cm ausgewallt. Die Biscuits werden mit einer runden Form ausgestochen, auf ein Backblech gegeben und im Ofen gebacken. In Nordamerika sind gefrorene Frischback-Biscuits im Supermarkt erhältlich. Dieses Produkt wurde bereits 1931 von Ballard & Ballard patentiert.

## Verwendung

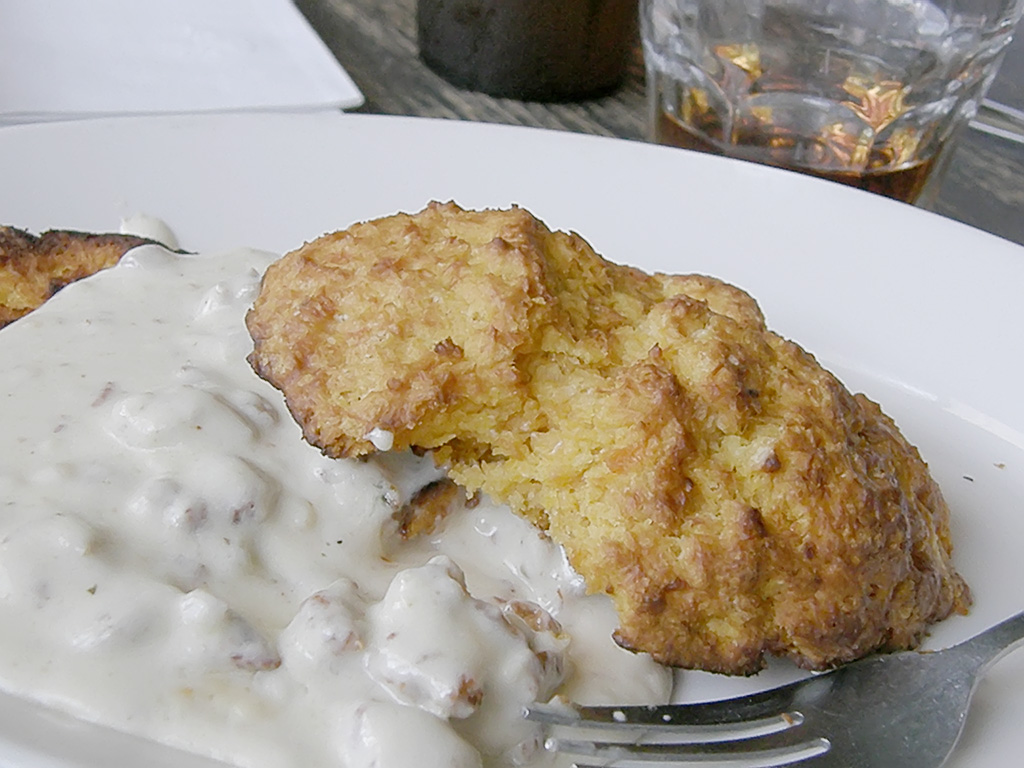
Biscuits and Gravy

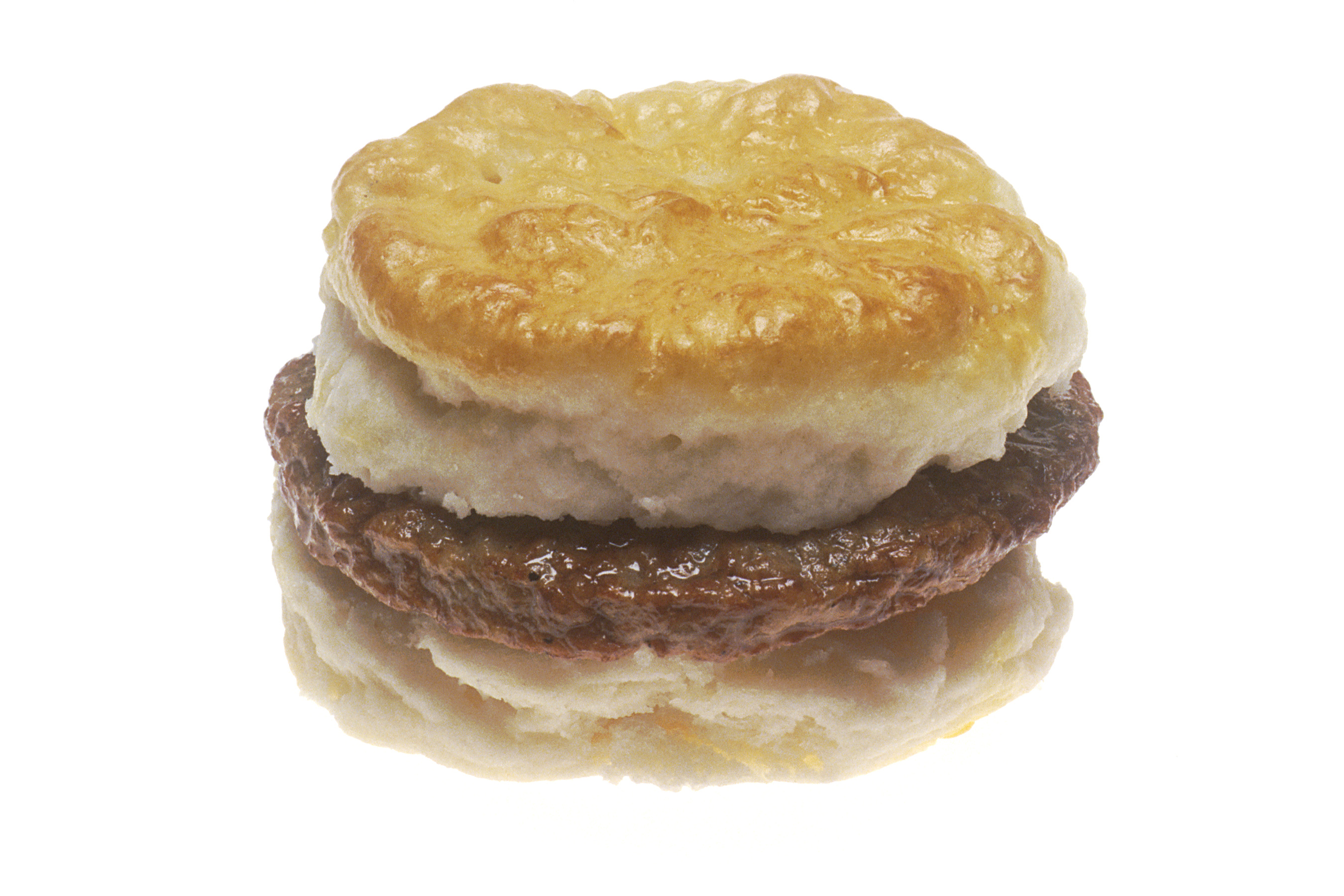
Biscuit and Sausage

Biscuits werden oft als Beilage und anstelle von Brot gereicht. Zum American Breakfast werden sie mit Butter und einem süßen Aufstrich serviert (Melasse, Ahornsirup, Honig oder Konfitüre); alternativ können sie auch als Biscuits and Sausage zum pikanten Frühstück gereicht werden. Zum Mittag- und Abendessen können Biscuits ebenfalls als Beilage gereicht werden; daneben gibt es auch Gerichte mit Biscuits als Hauptkomponente: Biscuits and Gravy bestehen aus Biscuits und Country gravy, einer Sauce Béchamel mit schwarzem Pfeffer und Hackfleisch-Einlage. Durch Zugabe von verlorenen Eiern und einer dünnen Hamburgerscheibe (Patty) entstehen daraus Country Benedicts bzw. Eggs Beauregard.
In Nordamerika sind Sandwiches aus Biscuits bei verschiedenen Fast-Food-Ketten im Angebot, besonders zum Frühstück. Daneben werden sie von verschiedenen Ketten auch als Beilage angeboten, darunter Kentucky Fried Chicken, Church’s Chicken, Bojangles’ und Popeyes Louisiana Kitchen (früher Popeyes Chicken & Biscuits).